# 配炭公団
配炭公団（はいたんこうだん）は、かつて存在した石炭の配給公社（公団）。

## 概要
第二次世界大戦後の1947年6月に、連合国軍最高司令官総司令部 (GHQ) の意向を受けて設立された石炭の購入・販売を一手に引き受ける配給公社。当時、石炭の配給は政府の統制下にあり、石炭庁の下部機構である配炭公団以外による石炭の売買を禁止した。
しかし、1949年2月に発表されたドッジ・ライン（日本経済の自立と安定を企図した政策）により石炭産業を取り巻く環境が一変し、同年9月には配炭公団が廃止され、国内の石炭市場は自由競争の時代に突入した。

## 歴史
1947年3月31日に成立した配炭公団法案に基づき、4月15日に配炭公団法が公布。6月1日、従来の日本石炭株式会社の業務を継承する形で配炭公団が設立された。
1949年8月30日の閣議決定で配炭公団の廃止および石炭の統制撤廃が可決され、1949年9月15日に配炭公団は廃止された。
配炭公団法案
- 提出回次：第92回帝国議会（1947年3月19日）
- 成立：1947年3月31日

配炭公団法
- 法律番号：昭和22年法律第56号
- 公布：1947年4月15日

## ラグビー部
配炭公団ラグビー部は、福岡県を拠点としていたラグビーの実業団チーム。自身もラガーマンであった経理部長の内田仁（福岡中→長崎高専）が音頭をとって創部。
明治大学ラグビー部で主将を務めた新島清が入社すると、新島は配炭公団でも主将を任された。1949年2月に開催された第1回全国実業団ラグビーフットボール大会（後の全国社会人大会）では、九州予選の決勝で八幡製鉄を33-0で破り本大会出場を決めた。本大会の初戦を不戦勝で勝ち上がると、続く決勝戦では近鉄に57-3で大勝し、同大会の初代王者に輝いた。
しかし同年9月の配炭公団の廃止に伴いラグビー部も解散。主力選手は同じ福岡県内の九州電力（当時は九州配電）や三井化学などに移籍した。これらのチームは後に全国社会人大会を制することになる。
全国社会人大会戦績
| 回 | 年度 | 地区 | 成績 | 試 | 勝 | 分 | 敗 | 得 | 失 | 差 | 備考         |
| -- | ---- | ---- | ---- | -- | -- | -- | -- | -- | -- | -- | ------------ |
| 1  | 1948 | 九州 | 優勝 | 1  | 1  | 0  | 0  | 57 | 3  | 54 | 大会初代王者 |